# Jelena Jelesinová
Jelena Borisovna Jelesinová (rusky: Елена Борисовна Елесина; * 4. dubna 1970 Čeljabinsk) je bývalá sovětská a později ruská atletka, jejíž specializace byla skok do výšky.

## Sportovní kariéra
Byla úspěšnou již v juniorských kategoriích. V roce 1987 získala společně s Němkou Heike Balckovou bronz na juniorském mistrovství Evropy v Birminghamu. O dva roky později se stala ve Varaždínu juniorskou mistryní Evropy. Stříbro vybojovala v roce 1988 na mistrovství světa juniorů. Je dvojnásobnou vicemistryní světa (1991, 1999). Největší úspěch si připsala na Letních olympijských hrách 2000 v Sydney, kde ve finále skočila napodruhé 201 cm a získala zlatou medaili. Jihoafrická výškařka Hestrie Cloeteová, která též překonala 201 cm napodruhé pak vinou horšího technického zápisu získala stříbro.

### Ostatní úspěchy
| Rok  | Závod                             | Místo                | Umístění    | Výkon  |
| ---- | --------------------------------- | -------------------- | ----------- | ------ |
| 1987 | Mistrovství Evropy juniorů        | Birmingham, Anglie   | 3. =        | 1,84 m |
| 1988 | Mistrovství světa juniorů         | Sudbury, Kanada      | 2.          | 1,96 m |
| 1989 | Mistrovství Evropy juniorů        | Varaždín, Jugoslávie | 1.          | 1,84 m |
| 1990 | Hry dobré vůle                    | Seattle, USA         | 1.          | 2,02 m |
| 1999 | Finále Grand Prix                 | Mnichov, Německo     | 4.          | 1,96 m |
| 2001 | Mistrovství světa v atletice 2001 | Edmonton, Kanada     | kvalifikace | 1,88 m |
| 2003 | Světové atletické finále 2003     | Monte Carlo, Monako  | 7.          | 1,88 m |

### Osobní rekordy
Dvoumetrovou hranici a vyšší zdolala celkově 8krát.
- hala - 202 cm - 23. července 1990, Seattle
- venku - 202 cm - 26. února 2003, Moskva

### Domácí tituly
- skok vysoký (hala) - 3x - 1992 (192 cm), 1998 (198 cm), 2003 (202 cm)[2]
- skok vysoký (venku) - 2x - 1990 (201 cm), 1999 (195 cm)[3]